# El truco del manco
El truco del manco es una película española dirigida por Santiago A. Zannou, escrita por el mismo director junto con Iván Morales y protagonizada por El Langui, MC del grupo La Excepción, en el año 2008.

## Argumento
Quique Heredia, apodado El Cuajo, es un payo agitanado, un buscavidas muy ambicioso con diversidad funcional, cuyo aparato locomotor se ve afectado por una parálisis cerebral (hemiplejía). El Cuajo convence a su amigo Adolfo, un mulato que vive en un barrio dormitorio y tiene un padre alcohólico y enfermo, para montar un estudio musical para ganarse la vida usando el talento y la pasión que los une, la música hip hop. El reparto está formado por actores no profesionales, entre los que destaca El Langui, líder del grupo musical de hip hop multirracial "La Excepción", galardonado en 2006 por MTV Europa como el mejor grupo europeo en lengua española.

## Premios
La película consiguió los siguientes premios
- XXIII edición de los Premios Goya
  - Premio Goya al mejor director novel Santiago A. Zannou
  - Premio Goya al mejor actor revelación J.M. Montilla 'El Langui'
  - Premio Goya a la mejor canción original "A tientas"[3][4]